# Fukuro sinai (formagyakorlat)
A fukuro sinai kardot lásd: Fukuro sinai.
A fukuro sinai a dzsikisinkage-rjú kendzsucu-stílus egyik formagyakorlatának a neve, mely arról kapta nevét, hogy a fukuro sinai nevű karddal hajtják végre.

## Dzsikisinkage-rjú - Fukuro sinai no kata (韜の型)
Nagyon speciális, haladó szintű formagyakorlat. Nagyon dinamikus, gyors mozgások jellemzik.
- 01 一本目 Rjubi hidari 龍尾 左
- 02 二本目 Rjubi migi 龍尾 右
- 03 三本目 Omokage hidari 面影 左
- 04 四本目 Omokage migi 面影 右
- 05 五本目 Teppa 鉄破
- 06 六本目 Teppa 鉄破
- 07 七本目 Teppa 鉄破
- 08 八本目 Teppa 鉄破
- 09 九本目 Macukaze hidari 松風 左
- 10 十本目 Macukaze migi 松風 右
- 11 十一本目 Hajafune hidari 早船 左
- 12 十二本目 Hajafune migi 早船 右
- 13 十三本目 Kjoku-saku 曲尺
- 14 十四本目 Enren 圓連